# Парламентские выборы на Фолклендских островах (2013)
Парламентские выборы на Фолклендских островах прошли 7 ноября 2013 года. На них были избраны 8 членов Законодательного собрания Фолклендских островов. 

## Избирательная система
В Законодательное собрание Фолклендских островов избираются 8 членов собрания от двух округов: 5 —  от округа Стэнли и 3 — от округа Кемп. Выборы проходят на основе всеобщего избирательного права в 2 многомандатных округах, избираются кандидаты, получившие больше голосов избирателей.
Впервые избранные депутаты Собрания будут получать жалованье вместо возмещения расходов, как это происходило ранее. Депутат должен будет работать полный рабочий день и уйти с прежнего места работы на это время. Это положение вызывало критику из-за невозможности избираться потенциальных кандидатов, которые не хотят уходить с основного места работы.

## Результаты
Поскольку на Фолклендских островах не действуют политические партии, все кандидаты являются беспартийными. Все депутаты предыдущего Собрания, за исключением двух депутатов, были переизбраны. Вновь избранный депутат Майкл Пул стал первым членом Собрания, родившимся после Фолклендской войны 1982 года.